# Twistetal
Twistetal ist eine Gemeinde im nordhessischen Landkreis Waldeck-Frankenberg. Sitz der Gemeindeverwaltung ist Twiste.

## Geographie

### Geographische Lage
Die Gemeinde Twistetal liegt rund 5,8 km (Luftlinie) südwestlich von Bad Arolsen. Sie wird von einem Abschnitt der Twiste durchflossen, die wenige Kilometer flussabwärts bzw. nordöstlich durch den Twistesee fließt.

### Ortsteile
Die Gemeinde Twistetal besteht aus sieben Ortsteilen:
| - Berndorf - Elleringhausen - Gembeck - Mühlhausen | - Nieder-Waroldern - Ober-Waroldern - Twiste |

### Nachbargemeinden
Die Nachbargemeinden und -städte Twistetals sind im Uhrzeigersinn genannt: Im Norden und Osten grenzt die Stadt Bad Arolsen an das Gemeindegebiet, im Südosten die Stadt Waldeck, im Südwesten die Stadt Korbach und im Westen die Gemeinde Diemelsee.

## Geschichte

### Gemeindebildung
Im Zuge der Gebietsreform in Hessen entstand zum 31. Dezember 1971 die Gemeinde Twistetal durch den freiwilligen Zusammenschluss der bisher selbständigen Gemeinden Berndorf, Elleringhausen, Mühlhausen, Niederwaroldern, Ober-Waroldern und Twiste zwischen den beiden Städten Korbach und Arolsen. Am 1. Januar 1974 wurde kraft Landesgesetz die bis dahin eigenständige Gemeinde Gembeck nach Twistetal eingemeindet. Der Verwaltungssitz befindet sich in Twiste. Dort ist in einem ehemaligen Gutshaus die Gemeindeverwaltung untergebracht. Für alle im Zuge der Gebietsreform nach Twistetal eingegliederten Gemeinden wurden Ortsbezirke mit Ortsbeirat und Ortsvorsteher nach der Hessischen Gemeindeordnung gebildet.

### Bevölkerung
Einwohnerstruktur 2011
Nach den Erhebungen des Zensus 2011 lebten am Stichtag dem 9. Mai 2011 in Twistetal 4532 Einwohner. Darunter waren 126 (2,3 %) Ausländer, von denen 82 aus dem EU-Ausland, 37 aus anderen europäischen Ländern und 5 aus anderen Staaten kamen. (Bis zum Jahr 2020 erhöhte sich die Ausländerquote auf 5,0 %.) Nach dem Lebensalter waren 813 Einwohner unter 18 Jahren, 1800 waren zwischen 18 und 49, 1023 zwischen 50 und 64 und 697 Einwohner waren älter. Die Einwohner lebten in 1800 Haushalten. Davon waren 453 Singlehaushalte, 526 Paare ohne Kinder und 645 Paare mit Kindern, sowie 150 Alleinerziehende und 27 Wohngemeinschaften. In 363 Haushalten lebten ausschließlich Senioren und in 1161 Haushaltungen lebten keine Senioren.
Einwohnerentwicklung
| Twistetal: Einwohnerzahlen von 1973 bis 2020                      | Twistetal: Einwohnerzahlen von 1973 bis 2020 | Twistetal: Einwohnerzahlen von 1973 bis 2020 | Twistetal: Einwohnerzahlen von 1973 bis 2020 | Twistetal: Einwohnerzahlen von 1973 bis 2020 |
| ----------------------------------------------------------------- | -------------------------------------------- | -------------------------------------------- | -------------------------------------------- | -------------------------------------------- |
| Jahr                                                              |                                              |                                              |                                              | Einwohner                                    |
| 1973                                                              | 1973                                         |                                              | 4.539                                        | 4.539                                        |
| 1975                                                              | 1975                                         |                                              | 4.529                                        | 4.529                                        |
| 1980                                                              | 1980                                         |                                              | 4.578                                        | 4.578                                        |
| 1985                                                              | 1985                                         |                                              | 4.604                                        | 4.604                                        |
| 1990                                                              | 1990                                         |                                              | 4.616                                        | 4.616                                        |
| 1995                                                              | 1995                                         |                                              | 4.862                                        | 4.862                                        |
| 2000                                                              | 2000                                         |                                              | 4.854                                        | 4.854                                        |
| 2005                                                              | 2005                                         |                                              | 4.750                                        | 4.750                                        |
| 2010                                                              | 2010                                         |                                              | 4.529                                        | 4.529                                        |
| 2011                                                              | 2011                                         |                                              | 4.532                                        | 4.532                                        |
| 2015                                                              | 2015                                         |                                              | 4.424                                        | 4.424                                        |
| 2020                                                              | 2020                                         |                                              | 4.196                                        | 4.196                                        |
| Quellen: Hessisches Statistisches Informationssystem; Zensus 2011 |                                              |                                              |                                              |                                              |

Religionszugehörigkeit
| • 1987: | 3778 evangelische (= 84,2 %), 349 katholische (= 7,8 %), 358 sonstige (= 8,0 %) Einwohner  |
| • 2011: | 3205 evangelische (= 70,7 %), 386 katholische (= 8,5 %), 941 sonstige (= 20,8 %) Einwohner |

## Politik

### Gemeindevertretung
Die Kommunalwahl am 14. März 2021 lieferte folgendes Ergebnis, in Vergleich gesetzt zu früheren Kommunalwahlen:

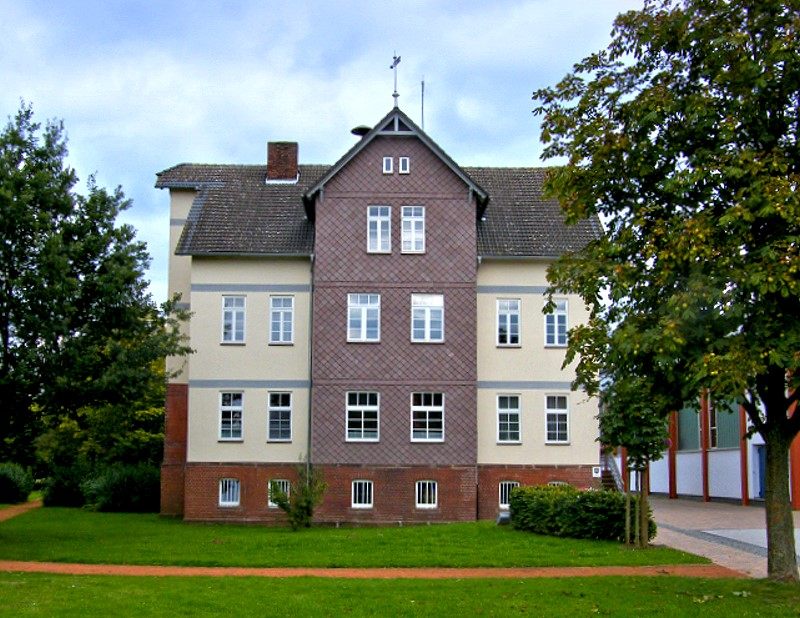
Gemeindeverwaltung – ehemaliges Gutshaus

| Gemeindevertretung – Kommunalwahlen 2021 | Gemeindevertretung – Kommunalwahlen 2021                                        |
| --- | ------------------------------------------------------------------------------- |
| Stimmenanteil in %Wahlbeteiligung 62,3 % 403020100 32,8 (−1,6)20,1 (+5,7)18,7 (−10,2)15,6 (+2,2)12,9 (+4,1) CDUFDPSPDWGTdGrüne20162021Anmerkungen:d Wählergemeinschaft Twistetal | SitzverteilungInsgesamt 23 Sitze - SPD: 4 - Grüne: 3 - WGT: 4 - CDU: 7 - FDP: 5 |

| Parteien und Wählergemeinschaften | Parteien und Wählergemeinschaften           | % 2021 | Sitze 2021 | % 2016 | Sitze 2016 | % 2011 | Sitze 2011 | % 2006 | Sitze 2006 | % 2001 | Sitze 2001 |
| CDU                               | Christlich Demokratische Union Deutschlands | 32,8   | 7          | 34,4   | 8          | 42,2   | 10         | 40,3   | 9          | 38,2   | 9          |
| FDP                               | Freie Demokratische Partei                  | 20,1   | 5          | 14,4   | 3          | 8,2    | 2          | 8,0    | 2          | 8,8    | 2          |
| SPD                               | Sozialdemokratische Partei Deutschlands     | 18,7   | 4          | 28,9   | 7          | 37,6   | 8          | 37,0   | 9          | 39,7   | 9          |
| WGT                               | Wählergemeinschaft Twistetal                | 15,6   | 4          | 13,4   | 3          | —      | —          | 9,2    | 2          | 10,1   | 2          |
| Grüne                             | Bündnis 90/Die Grünen                       | 12,9   | 3          | 8,8    | 2          | 12,0   | 3          | 5,5    | 1          | 3,2    | 1          |
| Gesamt                            | Gesamt                                      | 100,0  | 23         | 100,0  | 23         | 100,0  | 23         | 100,0  | 23         | 100,0  | 23         |
| Wahlbeteiligung in %              | Wahlbeteiligung in %                        | 62,3   | 62,3       | 57,9   | 57,9       | 57,3   | 57,3       | 57,7   | 57,7       | 63,0   | 63,0       |

### Bürgermeister
Nach der hessischen Kommunalverfassung wird der Bürgermeister für eine sechsjährige Amtszeit gewählt, seit dem Jahr 1993 in einer Direktwahl, und ist Vorsitzender des Gemeindevorstands, dem in der Gemeinde Twistetal neben dem Bürgermeister ehrenamtlich ein Erster Beigeordneter und sechs weitere Beigeordnete angehören. Bürgermeister ist seit dem 1. April 2025 Friedrich Vogel (CDU). Er setzte sich am 3. November 2024 im ersten Wahlgang gegen Amtsinhaber Stefan Dittmann (FDP), der sich um eine dritte Amtszeit beworben hatte, bei 65,3 Prozent Wahlbeteiligung mit 53,3 Prozent der Stimmen durch.
Amtszeiten der Bürgermeister
- 2025–2031 Friedrich Vogel (CDU)[15]
- 2013–2025 Stefan Dittmann (FDP)[18]
- 1989–2013 Günther Hartmann (SPD)[19]
- 1973–1989 Erhard Müller (CDU)[20]

### Wappen
| Wappen von Twistetal | Blasonierung: „In Rot ein siebenspeichiges silbernes Rad, belegt mit einem schwarzen Schild, darin ein achtstrahliger, goldener Stern.“                                                                            |
| Wappen von Twistetal | Wappenbegründung: Das Wagenrad symbolisiert mit den sieben Speichen die sieben Ortsteile. Der aufgelegte Stern ist der Waldecker Stern in vertauschten Farben. Er stellt die Zugehörigkeit zur Region Waldeck dar. |

## Verkehr
Durch die Gemeinde Twistetal führt ein Abschnitt der Bundesstraße 252 von Korbach nach Bad Arolsen. Der Ortsteil Twiste ist außerdem Haltepunkt an der Bahnstrecke Warburg–Sarnau.

## Ausflugsmöglichkeiten
Bekannte Ausflugsziele unweit der Gemeinde Twistetal sind der Twistesee, der Edersee, der Diemelsee und Bad Arolsen sowie der Nationalpark Kellerwald und die Freilichtbühne Twiste.

## Söhne und Töchter
- Ernst Wilke (1930–2023), Politiker (FDP), von 1987 bis 1991 Regierungspräsident des Regierungsbezirks Kassel